# Final Fantasy Anthology
Final Fantasy Anthology es una compilación de videojuegos de rol por turnos creado por Squaresoft (ahora Square Enix) y distribuido por Electronic Arts para la consola PlayStation, que fueron lanzados previamente para Super Nintendo y de los cuales se hicieron conversiones para la consola de Sony. 
Existen dos versiones de esta compilación, una para América del Norte que fue lanzada en 1999, y otra para Europa en 2002. La versión para América del Norte contiene los juegos Final Fantasy V y Final Fantasy VI (más un CD de música con una selección de varios temas de ambos juegos), mientras que la versión para Europa incluye Final Fantasy IV y Final Fantasy V. 

## Final Fantasy Anthology(EE.UU., 1999)
Final Fantasy Anthology se puso a la venta en América del Norte el 30 de septiembre de 1999 en un pack con tres discos. Estos incluyen lo siguiente:

### Final Fantasy V
Originalmente, este juego se puso a la venta para la consola Super Nintendo en 1992. Esta versión incluida en la compilación presenta novedades como nuevas secuencias de video FMV al principio y al final del juego. 
La trama del juego gira en torno a cuatro cristales elementales. El ciclo entero de la vida en el mundo es limitado por cuatro cristales, cada uno abastece de su propia fuente energía a la humanidad; del viento que sopla a través de tierras para regar fluyendo a través de los mares, dando vida, dando el fuego caliente a la misma tierra. La fuerza de estos hermosos cristales emite no sólo esta energía, sino encarcela una fuerza mucho más devastadora lejos del mundo. Sin embargo, la energía emitida por estos cristales se ha ido debilitando considerablemente. Cumpliendo con profecías antiguas, un repentino meteorito, paraliza la lluvia sobre el paisaje, haciendo que los cristales se fracturen. El resultado redujo las fuerzas mágicas de los elementos. Peor todavía, como los cristales estallan uno por uno. Un grupo de guerreros, de una princesa a un pirata, a un guerrero joven a un viejo hombre sabio, debe encontrar el valor y la fuerza con el poder de los cristales y de los intentos que encuentran para salvar no un mundo, sino dos.

### Final Fantasy VI
Final Fantasy VI se lanzó originalmente en 1994 para la consola Super Nintendo. Esta nueva versión incluida en la compilación incluye tres nuevas secuencias de video FMV (una al principio, otra intermedia, y una tercera al finalizar el juego) y una base de datos de enemigos y armas que se va completando a medida que el jugador avanza en la aventura (esta base de datos también permite ver los videos antes mencionados una vez se complete el juego). 
Final Fantasy VI se inicia con la "Guerra de los Magi", en la que se enfrentaron humanos y espers, criaturas que poseían poderes mágicos. Esta guerra se saldó dejando el mundo reducido a cenizas, y humanos y espers viviendo por separado. Mil años más tarde, cuando el poder de la magia parece haber caído en el olvido, un poderoso grupo militar conocido como el "Imperio" comienza una campaña expansionista que destruye toda resistencia y somete a las distintas naciones del mundo. Para esto, el Imperio utiliza las capacidades mágicas de los espers, que introduce en humanos mediante técnicas de ingeniería genética.
Una noche, una pequeña unidad formada por dos soldados y una joven, entra en la ciudad-estado de Narshe, donde se rumorea que habita un esper en las profundidades de las minas. Tras una sangrienta entrada por la fuerza, logran llegar a la estancia donde habita la criatura milenaria, pero ésta aniquila a los dos soldados y establece una comunicación mental con la chica, la cual era controlada mentalmente para combatir en el bando del Imperio. Terra, como recuerda que se llama la joven, entrará en contacto con Locke, un ladrón que forma parte de una organización de resistencia clandestina frente al Imperio: Los replicantes. La vida de Terra, y con ella el mundo entero, cambiarán para siempre a raíz de este suceso.

### Music from FFV and FFVI Video Games
Es un CD de audio que contiene un total de 22 pistas de músicas de ambos juegos. Las primeras nueve pistas pertenecen a Final Fantasy V y el resto a Final Fantasy VI:
- 01.- FFV Opening Theme
- 02.- The Dungeon
- 03.- We're Pirates!
- 04.- City Theme
- 05.- Parting Sorrow
- 06.- Mambo de Chocobo
- 07.- Distant Homeland
- 08.- Music Box Memories
- 09.- To My Beloved Friend

- 10.- The Phantom Forest
- 11.- Phantom Train
- 12.- Wild West
- 13.- Kids Run Through The City
- 14.- Terra
- 15.- Slam Shuffer
- 16.- Spinach Rag
- 17.- Johnny C Bad
- 18.- Mog
- 19.- Dark World
- 20.- Epitaph
- 21.- The Magic House
- 22.- The Prelude

## Final Fantasy Anthology: Versión europea(Europa, 2002)
Final Fantasy Anthology: Versión europea (en inglés: Final Fantasy Anthology: European Edition) se puso a la venta en Europa el 16 de mayo de 2002 en un pack con dos discos:

### Final Fantasy IV
Final Fantasy IV se puso a la venta originalmente en 1991 para la consola Super Nintendo. Esta nueva versión para PlayStation incluye nuevos videos al inicio y al final del juego. 
La historia se lleva a cabo en una Tierra ficticia (en un sistema solar muy parecido al nuestro), donde existen cuatro cristales que están ligados a los cuatro elementos. El protagonista es Cecil Harvey, un Caballero Oscuro y capitán de la flota aérea del reino de Baronía, las "Alas Rojas", la más poderosa del mundo. Junto a Kain, su amigo de la infancia y soldado de los conocidos como "Draconarius" (especialistas en usar lanzas y en ataques aéreos, ya antes vistos en Final Fantasy II y III) cumplen las órdenes del Rey de Baronía que últimamente han sido extrañas y controversiales. Después de la llegada de Cecil de su última misión, este le cuenta al Rey sobre las dudas que tienen sus camaradas sobre sus sangrientas últimas misiones, el Rey lo toma como un acto de desconfianza y como respuesta, lo releva de su puesto y lo envía a una misión forzosa junto con Kain al pueblo lejano de Mist para llevar un anillo. Al llegar los dos, el anillo automáticamente libera a muchos Boms (monstruos pirotécnicos) que acaban con ese pueblo y dejan como única sobreviviente a una niña con poderes de invocación llamada Rydia. Tras varios días de sospecha, es aquí cuando Cecil confirma que las intenciones del rey ya no son las que una vez fueron y, al ser tan drásticas, van en contra de lo que él cree correcto. Después de un momento de resolución, Cecil decide no volver al reino y Kain decide acompañarlo y llevarse a la niña para protegerla pues accidentalmente han matado a su madre. Inmediatamente después, un suceso extraño separa súbitamente a Cecil de Kain, dejando al primero a cargo de la niña y sin una pista sobre su amigo. Cecil se queda junto a la niña para protegerla. A pesar de ya no estar a cargo del ejército más poderoso de la Tierra, más adelante muchos se unirán a su jornada. Los problemas empeoran cuando más adelante, Cecil se entera de que un extraño y despiadado hombre llamado Golbez se ha vuelto el nuevo líder de los Alas Rojas, desde este punto comienzan extraños sucesos que no solo afectarán a Baronía, sino a todo el mundo y al mismo tiempo se conectan con los Cristales. Guiado por la luz, el héroe seguirá su propio camino para enfrentarse a su propia oscuridad, a partir de este punto más de mil aventuras comenzarán.

### Final Fantasy V
La versión europea de Final Fantasy V de la compilación es exacta a la distribuida en EE. UU. antes mencionada.

## Diferencias entre la edición americana y europea
El motivo por el cual Final Fantasy VI no fue incluido en la compilación europea se debe a que este juego salió a la venta por separado en Europa para PlayStation el 6 de diciembre de 2001, con el añadido, además, de un disco para PlayStation 2 con una demo jugable de Final Fantasy X. En consecuencia, al lanzarse Final Fantasy Anthology en Europa en febrero de 2002, Final Fantasy VI fue sustituido por Final Fantasy IV.